# 蒙布兰博卡日
蒙布兰博卡日（法語：Montbrun-Bocage，法語發音：[mɔ̃bʁœ̃ bɔkaʒ]）是法国上加龙省的一个市镇，属于米雷区。

## 地理
蒙布兰博卡日（43°7'43"N, 1°16'0"E）面积30.61 平方千米，位于法国奧克西塔尼大區上加龙省，该省份为法国西南部内陆省份，西南端与西班牙接壤，自此顺时针与上比利牛斯省、热尔省、塔恩-加龙省、塔恩省、奥德省和阿列日省接壤。
与蒙布兰博卡日接壤的市镇（或旧市镇、城区）包括：拉巴斯蒂德德贝斯普拉、卡马拉德、阿里兹河畔康帕涅、阿里兹河畔多马藏、福尔内、莫沃赞德圣克鲁瓦、梅里贡、蒙法、圣克鲁瓦沃尔韦斯特尔、蒙泰斯基厄沃尔韦斯特尔。

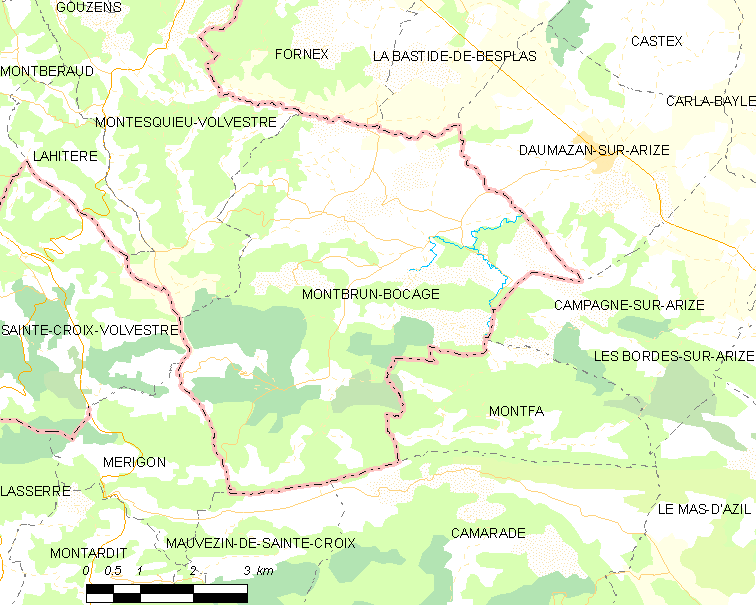
蒙布兰博卡日的OSM定位图

蒙布兰博卡日的时区为UTC+01:00、UTC+02:00（夏令时）。

## 行政
蒙布兰博卡日的邮政编码为31310，INSEE市镇编码为31365。

## 政治
蒙布兰博卡日所属的省级选区为欧特里沃县。

## 人口

1962-2008年间蒙布兰博卡日人口变化图示

蒙布兰博卡日于2022年1月1日时的人口数量为581人。